# Homozeugos
Homozeugos és un gènere de plantes de la família de les poàcies, ordre de les poals, subclasse de les commelínides, classe de les liliòpsides, divisió dels magnoliofitins.

## Taxonomia
- Homozeugos conciliatum Guala
- Homozeugos eylesii C.E. Hubb.
- Homozeugos fragile Stapf
- Homozeugos gossweileri Stapf
- Homozeugos katakton Clayton